# Fra Diamante
Fra Diamante, född omkring 1430, död omkring 1498, var en florentinsk konstnär.
Diamante biträdde sin lärare Filippo Lippi i flera arbeten, särskilt i Prato, och har också utfört fresker i Spoleto och biträtt vid utsmyckningen av Sixtinska kapellet i Vatikanen. I Prato finns flera tavelbilder, tillskrivna Diamante.